# Nam Ostrobothnia
Nam Ostrobothnia (Nam Ốt-xtrô-bốt-nia) là một vùng thuộc miền tây Phần Lan, thủ phủ đặt tại thành phố Seinäjoki – trung tâm đô thị lớn nhất của vùng. Năm 2023, vùng có dân số là 533.717 người – đứng thứ 2 ở Phần Lan và có điện tích đất liền là 13.798,19 km² (2021). Bên cạnh thủ phủ Seinäjoki, vùng còn có nhiều trung tâm đô thị khác đó là các thành phố Kurikka, Kauhava, Lapua và Kauhajoki.
Vùng Nam Ostrobothnia tiếp giáp với:
- vùng Ostrobothnia về phía tây bắc;
- vùng Trung Ostrobothnia về phía bắc;
- vùng Trung Phần Lan về phía đông và đông nam;
- vùng Pirkanmaa về phía nam;
- vùng Satakunta về phía tây nam.